# Phorochelifer mundus
Phorochelifer mundus är en spindeldjursart som beskrevs av Clarence Clayton Hoff 1956. Phorochelifer mundus ingår i släktet Phorochelifer och familjen tvåögonklokrypare. Inga underarter finns listade i Catalogue of Life.